# Водник (Одеса)
Водник  — український футбольний клуб з Одеси.

## Історія
Футбольний клуб «Водник» засновано в 30-х роках XX століття в місті Одеса. Спочатку команда виступала в регіональних змаганнях. У 1949 році «Водник» взяв участь у кубку УРСР, де в фіналі поступився харківському ВПС (1:5). Після цього команда виступала в чемпіонаті та кубку Одеської області, допоки не була розформована.

## Досягнення
- Кубок УРСР
  -  Фіналіст (1): 1949

## Відомі гравці
- Михайло Васін (1933)
- Михайло Чаплигін (1936—1937)